# Epicauta stuarti
Epicauta stuarti är en skalbaggsart som beskrevs av Leconte 1868. Epicauta stuarti ingår i släktet Epicauta och familjen oljebaggar. Inga underarter finns listade i Catalogue of Life.